# Marx-Engels-Forum
Il Marx-Engels-Forum era uno spazio verde di Berlino, nel quartiere Mitte, contenente un complesso di monumenti. È posto sotto tutela monumentale (Denkmalschutz).
Era parte del grande spazio centrale che conduce dall'Alexanderplatz a Schloßplatz, che comprende anche la torre della televisione. L'area, compresa fra la Sprea e la Spandauer Straße, è adiacente al Nikolaiviertel.
Il destino del Marx-Engels-Forum non è ancora chiaro: nel 2009 è stata annunciata la rimozione del complesso monumentale; nel 2010 il complesso è stato rimosso e spostato di circa 80 metri. Attualmente si discute se rimuoverlo del tutto o riportarlo nella posizione originaria.

## Storia
Prima dei bombardamenti della seconda guerra mondiale e delle successive demolizioni, l'area, centralissima, era occupata da numerosi edifici. Con la fondazione della Repubblica Democratica, nel 1949, si decise di costruire in quel luogo, come fondale prospettico dell'Unter den Linden, un "edificio centrale", ovvero un grattacielo contenente gli uffici amministrativi della nuova repubblica.
Nel 1964 il progetto fu modificato: al posto del grattacielo, come "edificio dominante", fu approvata la costruzione di una torre televisiva (l'attuale Fernsehturm, terminata nel 1969). Sull'area dell'attuale Marx-Engels-Forum si previde di realizzare un edificio a destinazione sociale o culturale (palazzo dei congressi, secondo alcune proposte).
L'edificio fu realizzato dal 1973 al 1976 come Palast der Republik, ma sull'adiacente Marx-Engels-Platz (oggi Schloßplatz). Il Marx-Engels-Forum rimase un'area verde non costruita.
Il complesso monumentale fu infine inaugurato il 4 aprile 1986.

## Il complesso monumentale

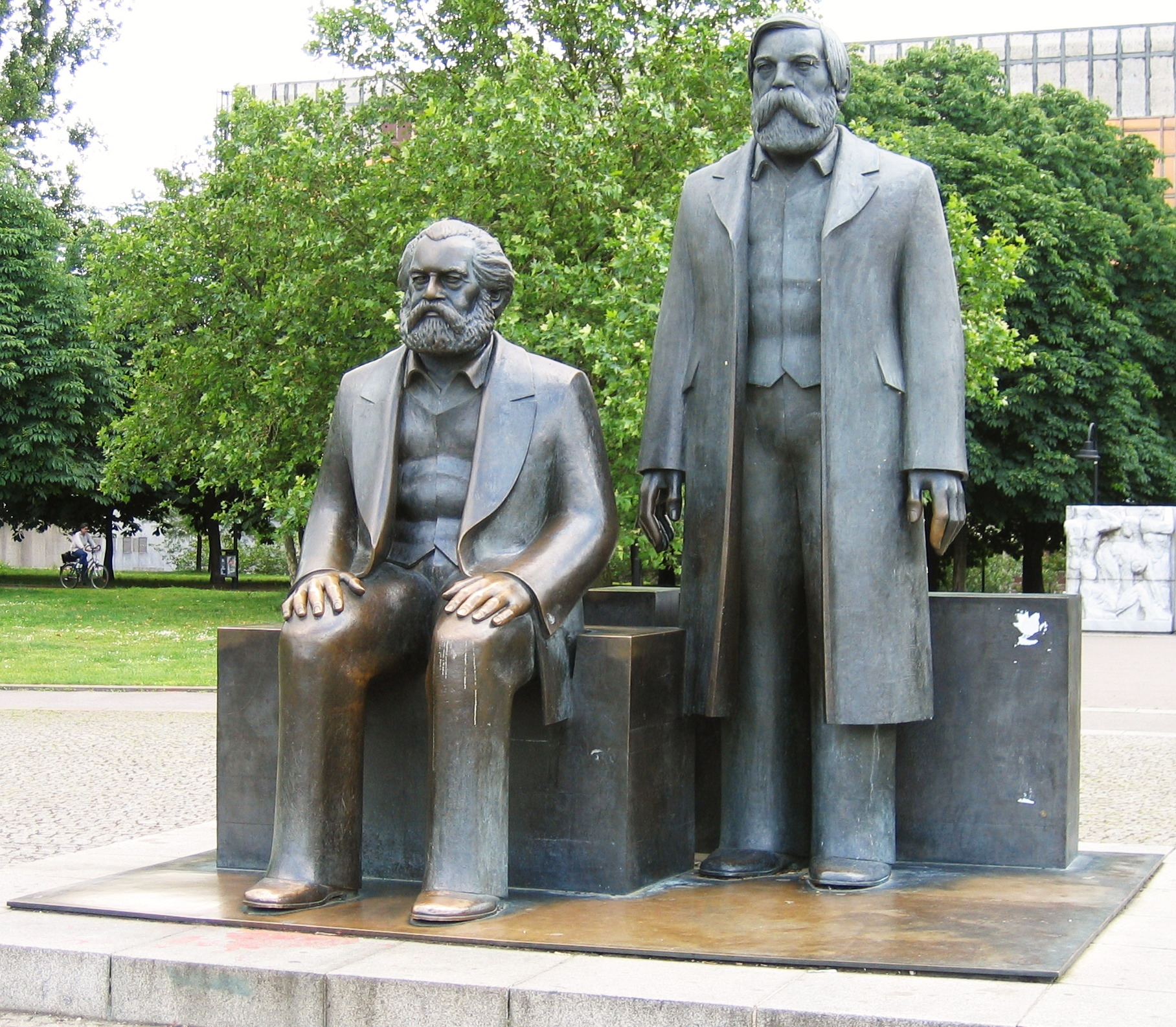
Il monumento a Marx ed Engels

All'interno dello spazio verde si trovava una piazza lastricata di forma circolare, che conteneva gli oggetti monumentali. Il progetto complessivo fu dello scultore Ludwig Engelhart, autore anche delle statue di Karl Marx e Friedrich Engels.
Procedendo in direzione della Sprea, dando le spalle alla torre della televisione, si incontravano nell'ordine:
- due rilievi in bronzo, Szenen des Lebens in einer befreiten Gesellschaft ("Scene di vita in una società liberata"), di Margaret Middell;
- quattro steli doppie in acciaio decorate con immagini del movimento operaio, di Arno Fischer e Peter Voigt;
- le statue in bronzo di Karl Marx e Friedrich Engels, autori del "Manifesto del partito comunista", di Ludwig Engelhart;
- un bassorilievo in marmo, Alte Welt ("Mondo antico"), di Werner Stötzer.

Il 19 luglio 2010 il forum è stato reso inaccessibile ai visitatori, in data 29 luglio erano in corso lavori per la rimozione di tutte le opere.
A seguito lavori per la linea 5 della metropolitana, il tutto è stato rimosso ad inizio settembre 2010 e spostato di circa 80 metri a lato, verso Karl-Liebknecht-Straße; dopo avere realizzato l'attraversamento sotterraneo della Sprea il forum potrebbe essere restituito all'aspetto originario.
Il 18 gennaio 2012 si apprende di una proposta del ministro per le costruzioni Peter Ramsauer, dell'Unione Cristiano-Sociale in Baviera (CSU), che ha chiesto che il monumento, inaugurato nel 1986 dall'allora leader comunista Erich Honecker, sia allontanato dal centro della capitale tedesca e sistemato al cimitero dei socialisti a Friedrichsfelde.
Ramsauer ha colto l'opportunità offertagli dalla ricostruzione del Castello (sull'ampio spazio ove sorgeva il Palast der Republik, demolito nel 2006) come Humboldt forum, un edificio che dovrebbe ospitare strutture museali.
Questa proposta, a cui si è subito opposto il sindaco di Berlino Klaus Wowereit (SPD), «è tanto sorprendente, quanto dimentica della storia», ha commentato il ministro allo Sviluppo urbano della città-Stato, il socialdemocratico Michael Müller: «Berlino ha un passato movimentato ed è una metropoli aperta, dove c'è spazio per il Castello e la statua a Marx ed Engels.»